# Рашель (либретто Булгакова)
«Раше́ль» — либретто Михаила Булгакова, одно из четырёх либретто, созданных Булгаковым во время пребывания на должности литературного консультанта Большого театра. При жизни писателя не получила сценического воплощения. В 1943 году Маргарита Алигер сократила и переработала либретто для одноактной оперы Р. М. Глиэра «Рашель». В 1947 году опера прозвучала в концертном зале им. П. И. Чайковского, а до того — исполнялась по московскому радио. Первая публикация либретто была выполнена музыковедом Наумом Шафером в журнале «Советская музыка», 1988, № 2.
Либретто «Рашель» было написано по мотивам рассказа Мопассана «Мадемуазель Фифи». Музыку к нему должен был писать Исаак Дунаевский.
Булгаков начал работу над либретто оперы «Рашель» 22 сентября 1937 года и завершил 26 марта 1939 года.
В процессе работы Булгакова и Дунаевского над «Рашелью» произошло событие, связанное с «Мастером и Маргаритой». В дневнике Елены Шиловской есть такая запись: «Дунаевский, вообще экспансивная натура, зажёгся, играл импровизированную польку, взяв за основу несколько тактов, которые Михаил Афанасьевич выдумал в шутку, сочиняя слова польки…». В 1993 году музыковед Наум Шафер высказал мнение, что в ней (польке) заключено что-то зловещее, «дьявольское», «это полька Сатаны, и её место — на балу у Воланда», а значит, напевая мелодию для «Рашели», Булгаков обдумывал «Мастера и Маргариту».